# Cantone di Billère et Coteaux de Jurançon
Il Cantone di Billère et Coteaux de Jurançon è una divisione amministrativa dell'Arrondissement di Pau e dell'Arrondissement di Oloron-Sainte-Marie.
È stato costituito a seguito della riforma approvata con decreto del 25 febbraio 2014, che ha avuto attuazione dopo le elezioni dipartimentali del 2015.

## Composizione
Comprende i seguenti 5 comuni:
- Aubertin
- Billère
- Jurançon
- Laroin
- Saint-Faust